# ヨーロピアン・チャンピオン・クラブズ・カップ
ヨーロピアン・チャンピオン・クラブズ・カップ（英: European Champion Clubs' Cup）は、サッカーのUEFAチャンピオンズリーグ(CL)優勝チームに授与されるトロフィーである。把手の形からビッグイヤー（big-ears、「大きな耳」の意）と呼ばれる。現在のトロフィーのデザインは2代目で、2006年から使用されている。
3年連続もしくは5回の優勝で永久保持が許されていたが
、2008ｰ09シーズン以降はトロフィーの所有権は永久にUEFAが保有するため、この「永久保持」「新しく作り直される」ことはなくなった。

## トロフィー
2009年から、CL準々決勝以降の組み合わせ抽選会場においてトロフィーを返還、代わりにレプリカが授与される規定になっている。1967年、当時のUEFA事務局長ハンス・バンゲルターがデザインを一新することを決めた。ベルンの鋳物職人、ユルグ・シュタデルマンが本体の鋳物作業を行い、彫刻家のフレッド・ベニンガーが仕上げを施して完成させた。製作には340時間掛かった。銀製のトロフィーで、高さは74cm、重さは8kgある。正面にはUEFAのロゴにフランス語で "COUPE DES CLUBS CHAMPIONS EUROPÉENS'"と記載され、裏側には歴代優勝チームが記載されている。

## 初代トロフィー
初代優勝トロフィーは1956年にフランスの新聞紙レキップから寄贈されたものであり、1967年3月レアル・マドリードに5連覇を称えて永久保持にすることが決定。レアル・マドリードは現在のトロフィーの最初に授与されたチームとなった。

## 複数回優勝バッジ
2000-01シーズンから2020-21シーズンまで、UEFAチャンピオンズリーグカップ永久保持要件を満たしたクラブには、チャンピオンズリーグで着用するユニフォームの左袖にビッグイヤーと優勝回数を掲げたバッジをつけることが許可されていた。2021-22シーズンより、ユニフォーム左袖へのスポンサーロゴ解禁に伴いこのバッジは廃止され、代わりに右袖のチャンピオンズリーグロゴ（スターボール）上に優勝回数を記したバッジを着けることが義務付けられた。

## これまでの永久保持クラブ
- レアル・マドリードCF（スペイン）、1960年に5連覇、1966年6回目の優勝後に授与された
- AFCアヤックス（オランダ）、1973年に3連覇
- FCバイエルン・ミュンヘン（ドイツ）、1976年に3連覇
- ACミラン（イタリア）1994年に5回目の優勝
- リヴァプールFC（イングランド）2005年に5回目の優勝

### 永久保持の条件を満たしているが永久保持はしていないクラブ
- FCバルセロナ（スペイン）、2015年に5回目の優勝

※2015年に通算5回目の優勝を果たしたが、前述の通り2009年以降はトロフィーは常にUEFAの管理下にあるため永久保持はしていない。